# La Panière
La Panière est une chaîne de restauration basée à Aix-les-Bains en Savoie. Créée en 1993 par Pascal Cantenot, il s'agit au départ d'une chaîne de boulangerie industrielle qui se recentre ensuite vers la sandwicherie. Elle fait partie de la holding Boulangerie des Alpes, qui fabrique également ses produits sous la filiale Panification d'Aix.
En 2017, le groupe compte 485 salariés répartis dans des sites de production et 37 magasins, répartis dans la Savoie, la Haute-Savoie, l'Ain et l'Est lyonnais.

## Historique
Le père est dirigeant d'une meunerie, tandis que le fils dispose d'une expérience en école de commerce et en boulangerie. En 1993, ils vendent le moulin familial et décident de reprendre une usine de boulangerie industrielle, exerçant dans le domaine de la vente de produits de boulangerie en BtoB.
Cette dernière activité continue un temps, jusqu'à l'ouverture du premier magasin. Ils décideront de s'inspirer des codes du snacking parisien, notamment en installant un mobilier sommaire avec quelques tables et des chaises. Le succès du premier magasin pousse alors à en ouvrir d'autres.
En 2017, La Panière rachète la chaîne concurrente La Grignotte.

## Fonctionnement
La Panière fonctionne sur le principe de terminal de cuisson, la pâte est préparée en usine et le pain est cuit sur place. Les magasins sont livrés plusieurs fois par semaine. La pâte est surgelée avant sa livraison afin de permettre son stockage en usine.
Les points de vente installés dans l'Est lyonnais fonctionnent sur un principe de franchise, et sont gérés par une société immatriculée sous le nom de Lauralex. Ils sont livrés par le site de production d'Aix-les-Bains.
En 2022, à la suite d’un processus de concertation avec les salariés, l’entreprise devient société à mission et s’assigne comme raison d’être : « Nous élaborons avec soin et audace des recettes gourmandes pour vous nourrir au quotidien dans une ambiance chaleureuse. Entreprise régionale, nous sommes mobilisés pour accompagner notre entourage et soutenir notre territoire. »